# Килитский язык
Килитский язык — исчезнувший индоевропейский язык северо-западной подгруппы иранской группы. Название происходит от деревни Килит Ордубадского района Нахичеванской области, где он сохранялся до начала XX века. Килитский язык был потомком ныне вымершего иранского языка азари и ближайшим родственником современного талышского языка. Очевидно сходство основных слов - числительных, глаголов, названий частей тела с талышским языком.

## История изучения
Систематически килитский язык лингвистами не изучался, сведения о нём малочисленны.
Первым о килитском языке упоминает историк-кавказовед Шопен Иван Иванович ещё в 1852 году:
«В Ордубадском округе есть ещё одно поколение, исповедующее веру шиитов, но происхождения нетатарского; оно занимает селение Килит и язык его не походит ни на одно из местных наречий. Быть может это остаток какого-либо коренного племени древней Армении, обитавшего в провинциях Ути и Пайтакаранской, (быть может ещё, они талышинцы, таты или делегарда, таджикского или гебрского происхождения). Тацит упоминает о килитах, как об особом народе; число жителей Килита — 104». 
Позднее в 1880 году о килитском языке пишет С.П. Зелинский. В XX веке килитским занимался профессор Агамали Гасанов, в конце 50-х он ездил в сёла Килит, Айлис, Котам и пытался найти оставшихся в живых знатоков этого языка, но кроме нескольких слов и фраз ничего не смог собрать. 
Происхождение килитского языка еще недостаточно освещено и, по всей видимости, освещено неправильно. Утверждение А. Гасанова от слов килитцев о том, будто килитский никогда не являлся родным языком килитцев, выглядит нонсенсом. Наблюдатели застали килитский в самой последней стадии его исчезновения – перехода от килитско-тюркского билингвизма к тюркскому монолингвизму. Килитский был родным языком для предков килитцев, для тех которые его еще помнили в XIX веке. Этот язык не имел письменной традиции, не являлся языком межплеменного общения, поэтому не было никаких мотивов для его изучения как второго языка безграмотного населения высокогорного села. Аргументы в пользу этой теории Гасанова очень сомнительны. Он, например, сначала утверждает, что женщины не знали этот язык, но на следующей странице приводит фразу на килитском языке из уст женщины-килитки из г. Ордубад. Второе утверждение о том, будто килитцы были переселены туда Шах Аббасом или Надир Шахом из других районов Ирана или Пакистана, тоже не соответствуют действительности. Утверждение А. Гасанова, будто килитцы являются тюркским племенем, переселённым Надир шахом из местности Келат в Хорасане выглядит вообще фантастическим (неудивительно, что сам же он внизу страницы сомневается в сказанном). Во-первых, у самих килитцев никаких преданий о переселении нет (это подтверждает и сам А. Гасанов), а если действительно такое событие имело место, то память об этом должна была сохраниться за 100-150 лет. По данным как АСЕ, так и НЭ, с. Килит, как и многие села Ордубадского р-на являются достаточно древними населёнными пунктами и богаты памятниками средневековья. В третьих, вполне логично предполагать, что исключительное географическое расположение с. Килит (окружение крутыми скалами со всех сторон) и способствовало ограничению контакта с окружающим населением, сохранению древнего языка, как в случае с шахдагскими языками в Азербайджане, ягнобским и памирскими языками в Таджикистане и т. д.
Наличие ираноязычных килитцев не должно вызывать удивления тех, кто достаточно осведомлены об этнолингвистической истории региона. По мнению многих авторов (Сумбатзаде, Миллер, Зелинский, Велиев (Бахарлы) ареал распространения иранских диалектов и населения был намного шире в районе Ордубада и северного Приараксья (Мегри, Физули). Это подтверждается густой ираноязычной топонимией региона (Диза, Сарки, Кялаки, Парага, Нювади, Горадиз и т. д.), значительным иранским субстратом в диалекте Ордубада и свидетельствами ранних авторов.
По М. Велиеву, жители с. Котам Нахичеванского округа являются отуреченными «татами». По свидетельству С. П. Зелинского, десятки сёл Мегринского участка прежде говорили на языке, только им понятном, но теперь они все говорят на татарском и прежнего языка никто не помнит. Сам же Гасанов ещё говорит о наличии килитского населения по эту сторону Араза, напротив Ордубада в с. Баба-Ягуб. По ту сторону от Ордубада недалеко от границы и сохранился один из самых больших ареалов диалекта – диалект Гялин-Гайа-Харзанди, родство с талышским давно уже известный факт в иранистике.
Подытоживая сказанное, можно ещё раз повторить, что килитский диалект или язык, относящийся к так называемой талышско-татской группе диалектов (Yarshater, Stilo) по всей видимости являлся одним из доживших до XIX века диалектов «азери», древнего языка Азербайджана. Особый интерес он вызывает ещё и потому, что является наиболее северным и северо-западным из известных диалектов «азери», что позволяет расширить область распространения этого языка по эту сторону Аракса.

## Текст на килитском
По материалам книги Зелинского
- «Вахти князь аслнда еранали эмиабиа, манэ эшташа би шемазун касака, ман винэм ки шемазун каланг зуна. Хачи ки эшман хаба эшката, мандже вотма. Эшман хаба эшката ки каланг ашмардиа, мандже ашмар дема деста са. О еранал манэ эшташа кюсэш эшман хаба эшката кэинг манданиш, мандже вотма, ки ману мурахаст каи, манэм каим вотма на, писта на хаингу муни. Мандже вотма ихтио хеста, вотим манэм, шав мандже хачи ой эшчаман хаба эшката, манджэ вотма»
- Перевод: «Во время князя генерал приехал, меня потребовал: "иди, на вашем наречии говори, я посмотрю, ваш язык какого сорта. Что не спросил меня, я ответил. Меня спросил, как считаете. Я сосчитал до ста. Тот генерал меня потребовал к себе, спросил меня: "Где останешься?" (где будешь ночевать?) Я сказал, что меня отпустите, я пойду домой. Сказал нет, должен остаться здесь. Я сказал, "Воля ваша, скажешь, останусь" Ночью остался. Что не спросил меня, я сказал (ответил)»

## Числительные
Данный сравнительный список составил С. П. Зелинский, в сравнении с талышскими и персидскими. Интересно, что форма числительных от 10 до 20, не встречающихся в других иранских языках, есть только в килитском и талышском (лерикские говоры) языках.
| Числительные | Килитский | Талышский         | Персидский |
| 1            | иви       | и                 | йек        |
| 2            | дэв       | ды                | до         |
| 3            | хе        | се, he            | се         |
| 4            | чой       | чо                | чähap      |
| 5            | пиндж     | пендж             | пäндж      |
| 6            | шаш       | шäш               | шеш        |
| 7            | хафт      | haфт              | häфт       |
| 8            | хашт      | häшт              | häшт       |
| 9            | нав       | нäв               | нoh        |
| 10           | дах       | да                | дäh        |
| 11           | дахаи     | йонзä, давы-и     | йаздäh     |
| 12           | дахадэв   | донзä, давы-ды    | дäваздäh   |
| 13           | дахахе    | сензä, давы-се    | сиздäh     |
| 14           | дахачио   | чордä, давы-чо    | чähapдäh   |
| 15           | дахапиндж | понзä, давы-пендж | панздäh    |
| 16           | дахашаш   | шонзä, давы-шäш   | шанздäh    |
| 17           | дахахафт  | haвдä, давы-haфт  | haвдäh     |
| 18           | дахахашт  | häждä, давы-häшт  | hидждäh    |
| 19           | даханав   | нонзä, давы-нäв   | нуздäx     |
| 20           | вист      | вист              | бист       |
| 30           | си        | си                | си         |
| 40           | чель      | чыл               | чeheл      |
| 50           | пинджой   | пенджо            | пäнджah    |
| 60           | шешт      | шест              | шäст       |
| 70           | хавта     | haфто             | häфтад     |
| 80           | хашта     | häшто             | häштад     |
| 90           | нахта     | нäве              | нäвäд      |
| 100          | са        | са                | cäд        |
| 1000         | хачой     | häзо              | häзар      |

## Грамматика
О ней известно мало, но в целом напоминает талышскую. Эргативная конструкция предложения (показатель эргатива -ш). Изафет, характерный для юго-западных иранских (в том числе персидского), отсутствует, как и в талышском.